# خان الشعر
خان الشعر بلدة سوريّة تتبع إداريّاً لمحافظة حلب منطقة منبج ناحية مسكنة، بلغ تعداد سكانها 628 نسمة حسب التعداد السكاني لعام 2004.